# A Drop of the Hard Stuff
| 전문가 평가 | 전문가 평가 |
| 평가 점수   | 평가 점수   |
| 출처        | 점수        |
| ----------- | ----------- |
| Allmusic    | [ 1 ]       |

《A Drop of the Hard Stuff》는 아일랜드의 포크 그룹 더 더블리너스의 첫 번째 정규 음반이다. 1967년 메이저 마이너 레코드를 통해 발매하였다. 재발매를 하였을 때는 첫 번째 트랙에 있는 곡이자 히트한 싱글인 〈Seven Drunken Nights〉의 이름을 그대로 따와 《Seven Drunken Nights》라는 이름을 쓰기도 하였다. 영국 음반 차트에서 최고 순위 5위라는 순위를 냈으며, 41주간 차트에 있었다. 로니 드루, 루크 켈리, 바니 매케너, 키어런 버크와 존 시헌이라는 라인업으로 이루어져 있었다.
트랙에 있는 곡 중 4곡은 아일랜드 공화국군에 친화적인 성격을 띠고 있지만, 이는 아일랜드에서 아직 북아일랜드 분쟁이 제대로 일어나기 전이었다. "Limerick Rake"는 무반주로 연주가 된다. 대부분의 노래의 주제는 악당과 음주에 관한 것이다.

## 트랙 리스트

### 사이드 원
| #  | 제목                                        | 재생 시간 |
| -- | ------------------------------------------- | --------- |
| 1. | 〈Seven Drunken Nights〉                    | 3:43      |
| 2. | 〈The Galway Races〉                        | 3:17      |
| 3. | 〈The Old Alarm Clock〉                     | 1:56      |
| 4. | 〈Reels: Colonel Fraser & O'Rourke's Reel〉 | 2:36      |
| 5. | 〈The Rising of the Moon〉                  | 2:36      |
| 6. | 〈McCafferty〉                              | 2:26      |
| 7. | 〈I'm a Rover〉                             | 4:49      |

### 사이드 투
| #  | 제목                                                               | 재생 시간 |
| -- | ------------------------------------------------------------------ | --------- |
| 1. | 〈Weile Waile〉                                                    | 3:25      |
| 2. | 〈The Travelling People〉                                          | 3:50      |
| 3. | 〈Limerick Rake〉                                                  | 3:10      |
| 4. | 〈Zoological Gardens〉                                             | 2:09      |
| 5. | 〈Reels: Fermoy (misspelled as Fairmoye) Lasses & Sporting Paddy〉 | 1:55      |
| 6. | 〈The Black Velvet Band〉                                          | 4:26      |
| 7. | 〈Poor Paddy on the Railway〉                                      | 2:49      |